# Евгений (Антонопулос)
Архиепи́скоп Евге́ний II (греч. Αρχιεπίσκοπος Ευγένιος Β΄, в миру Ева́нгелос Антоно́пулос, греч. Ευάγγελος Αντωνόπουλος; род. 14 февраля 1968, Ираклион) — епископ Константинопольской православной церкви; архиепископ Критский (с 2021), предстоятель полуавтономной Критской православной церкви.

## Биография
Рано осиротел, потеряв мать, а затем и отца. По сути, его воспитывала тетя, сестра его матери. Также на него большое влияние оказал его духовник и геронда, митрополит Петрский и Херронисский Нектарий (Пападакис).
В 1990 году он получил степень по теологии в Богословской школе Афинского университета. В 1992 году он получил степень магистра в области исторического богословия на факультете последипломного образования Богословской школы Университета Аристотеля в Салониках.
23 февраля 1991 году в Георгиевском монастыре Селинари митрополитом Петрским и Херронисским Нектарием (Пападакисом) пострижен в монашество, 24 февраля 1991 года в митрополичьей церкви великой Панагии в Неаполисе рукоположен во иеродиакона, а 3 марта 1991 года в храме Святой Софии в Врахаси — во иеромонаха. Он был назначен проповедником Петрской и Херронисской митрополии и получил сан архимандрита 24 декабря 1991 года.
С 1994 года он служил клириком митрополичьей церкви великой Панагии в Неаполисе, а с 1997 года возглавил духовно-просветительского центра в Айос-Николаос.
Он занимал пост вице-президента Ассоциации критских богословов (1995—1997), вице-президента Общества защиты несовершеннолетних и Общества освобождённых заключенных нома Ласити, члена совета директоров Общества поддержки людей с ограниченными возможностями периферии Крит «Святой Тит» и президента Ассоциации «Друзья ребёнка Крита», которая базировалась в Неаполисе.
6 июня 2001 года он был назначен заместителем секретаря Священного областного синода Критской православной церкви, а в 2004 году возглавил редакцию Официального бюллетеня Критской церкви «Απόστολος Τίτος», первый номер которого был опубликован в декабре 2004 года.
26 мая 2005 года он был избран епископом Кносским, викарием архиепископа Критского, и одновременно назначен главным секретарём Священного областного синода Критской православной церкви. Он был рукоположен в епископский сан 28 мая 2005 года в соборе Святого Мины в Ираклионе.
9 сентября 2010 года был избран на кафедру митрополита Ретимнийского и Авлопотамосского.
11 января 2022 решением Священного Синода Вселенского патриархата избран архиепископом Критским.
5 февраля 2022 года его интронизация состоялась в соборе Святого Мины в Ираклионе, Крит, в присутствии премьер-министра Кириакоса Мицотакиса и других политических деятелей.